# Maurice Izier
Maurice Izier (Creis, 18 de març de 1944) va ser un ciclista francès, que fou professional entre 1966 i 1970. El seu èxit esportiu més important fou la victòria d'etapa aconseguida al Tour de França de 1968.

## Palmarès
- 1965
  - 1r al Circuit des Mines
- 1966
  - 1r al Circuit d'Alvèrnia
- 1967
  - 1r a Sanvignes
- 1968
  - 1r a Avenches
  - Vencedor d'una etapa al Tour de França
- 1970
  - 1r a Entrains

### Resultats al Tour de França
- 1966. 55è de la classificació general
- 1967. 40è de la classificació general
- 1968. 43è de la classificació general. Vencedor d'una etapa
- 1969. 35è de la classificació general
- 1970. 61è de la classificació general

### Resultats a la Volta a Espanya
- 1967. 55è de la classificació general